# القوات الصاروخية الاستراتيجية (كوريا الشمالية)
القوات الصاروخية الاستراتيجية لجمهورية كوريا الديمقراطية الشعبية (بالكورية:조선인민군 전략로케트군) ، هي قوات عسكرية تابعة للجيش الكوري الشمالي، والتي تهتم بإطلاق مجموعة من الصواريخ لغرض تجريبي، أُنْشِئَت القوات الصاروخية سنة 1999 في عهد الزعيم الكوري الشمالي الراحل كيم جونغ إل .
وكان هدف البرنامج هو الدفاع عن الأراضي الكورية الشمالية ومواجهة العدو الخارجي.

## وصلات خارجية
- KPA Equipment Holdings
- CIA World Factbook
- GlobalSecurity.org
- FAS
- Profile of Frog-7 published by the مركز التاريخ العسكري لجيش الولايات المتحدة